# Serafina Sforza
Sveva da Montefeltro (Urbino, 1434-Pésaro, 8 de septiembre de 1478) fue una monja beatificada italiana y noble de la Casa de Montefeltro. Es venerada por la Iglesia católica por su vida de devoción a pesar de las dificultades que encontró.
La Iglesia católica conmemora su festividad el 8 de septiembre.
Después de un matrimonio arreglado a la edad de catorce años con Alessandro Sforza, señor de Pesaro, Sveva pasó a ser conocida como Sveva Sforza. Algunos años más tarde, Alessandro, que mantenía una relación pública con otra mujer, acusó a Sveva de adulterio y de conspirar para matarlo. La obligó a ingresar en un convento de la orden de las clarisas; allí tomó el nombre de Serafina (o Seraphina), y más tarde se convirtió en abadesa. Fue beatificada por el papa Benedicto XIV en 1754 y desde entonces ha sido venerada, especialmente por los franciscanos.

## Biografía
Sveva da Montefeltro nació en la ciudad-estado de Urbino, situada en la actual Italia, en la primera mitad de 1434. Era hija de Caterina Colonna, sobrina del papa Martín V, y de Guido Antonio de Montefeltro, conde de Urbino. Su madre murió en 1438, seguida de su padre en 1443.
El hermano mayor de Sveva, Oddantonio II da Montefeltro, sucedió a su padre como conde y cuidó de Serafina hasta su asesinato en 1444. El siguiente conde fue el medio hermano de Sveva, Federico da Montefeltro, quien a su vez se convirtió en su tutor. En marzo de 1446, Sveva, de doce años, estuvo implicada en el complot de Segismundo Pandolfo Malatesta para asesinar a Federico. Los otros conspiradores fueron ejecutados y Sveva fue enviada a Roma para quedarse con su tío materno, el cardenal Prospero Colonna.
En 1448, el cardenal Colonna concertó un matrimonio entre Sveva, de catorce años, y Alessandro Sforza, señor de la ciudad-estado de Pesaro. Alessandro era viudo y tenía dos hijos de su anterior matrimonio (Battista y Costanzo) y dos hijas ilegítimas (Ginebra y Antonia). La pareja se casó por poder el 9 de enero de 1448 y unos meses más tarde Sveva viajó a Pesaro para reunirse con su nuevo marido. Guglielmo Ebreo da Pesaro dedicó un ballo coreografió para Sveva en honor a la boda.
Muchas hagiografías describen los primeros años del matrimonio como feliz, pero otra fuente menciona peleas violentas. En 1453, una serie de cartas a Alessandro de Benedetta Reguardati, la médica de la familia, se quejan del temperamento de Sveva y la describen como histérica.
En 1456, Alejandro partió para luchar en nombre de su hermano, Francisco I Sforza, duque de Milán. Durante su ausencia de seis años, Sveva crio a sus hijastros, asistida por su tía Vittoria Colonna y su prima Elisabetta Malatesta, la abuela de los niños. También dirigió el ducado de Pesaro en ausencia de su marido.
A su regreso, Alessandro comenzó una aventura con Pacifica Semperoli, la esposa de un médico local. Se convenció de que Sveva y Vittoria estaban conspirando contra él con Segismundo Pandolfo Malatesta y acusó a Sveva de adulterio y de intentar envenenarlo. Su abuso hacia Sveva desembocó en palizas e insultos públicos, repetidos estrangulamientos y un intento de envenenamiento que la dejó parcialmente paralizada.

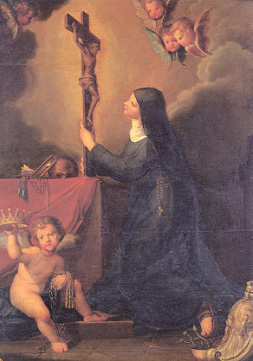
Una pintura devocional del que representa a Serafina como una monja clarisa.

Finalmente, Alessandro obligó a Sveva a abandonar su casa y entrar en el convento de clarisas local. Puso guardias en el convento para evitar que ella se comunicara con nadie afuera, a pesar de las protestas de la familia Colonna. Las investigaciones posteriores de Alessandro le dejaron convencido de la veracidad de sus sospechas, aunque algunas biografías mantienen la inocencia de Sveva. Según el relato de Lèon de Clary, Sveva se negó a responder a las preguntas de Alessandro, lo que interpretó como una admisión de culpabilidad. Sveva inicialmente se negó a convertirse en una de las Clarisas, pero después de varias amenazas de Alessandro, tomó el hábito y adoptó el nombre de Serafina.
En 1473, Alejandro llegó al convento de Serafina y le pidió perdón; él murió más tarde ese año. Serafina, que permaneció con las Clarisas, fue elegida abadesa en 1475, cargo que ocupó hasta su muerte el 8 de septiembre de 1478.

## Veneración
Serafina murió en olor a santidad en 1478. Fue venerada popularmente por su vida de devoción y en su tumba se atestiguaron muchos milagros. Cuando su cuerpo fue exhumado algunos años después, se encontró incorrupto. El papa Benedicto XIV beatificó a Serafina el 17 de julio de 1754. Desde 1810, su cuerpo se conserva en la Catedral de Pésaro.
Serafina es conmemorada como un ejemplo de santa Clarisa y los franciscanos celebran su fiesta el 9 de septiembre. Las hagiografías católicas la elogian por sus muchos años de oración por la conversión de su marido. A veces se la presenta como ejemplo de madrastra santa, o de santidad en un matrimonio abusivo.